# アルフォンス・ド・クレキ
カナプル伯爵アルフォンス・ド・クレキ（フランス語: Alphonse de Créquy, Comte de Canaples、1629年1月7日 - 1711年8月5日）は、フランス王国の貴族。イングランド王チャールズ2世の親しい友人だった。

## 生涯
シャルル2世・ド・クレキの次男シャルル（1630年没）の次男として生まれた。
1702年に兄のシャルル3世・ド・クレキの家系が断絶すると、アルフォンスはレディギエール公爵を継承、後にもう1人の兄フランソワ・ド・クレキの称号も受け継いだ。
しかし、アルフォンスには2人の兄のような才能がなく、フランスでの職を失った。そのため、1672年にロンドンに行き、シャルル・ド・サンテヴルモンと結びついてチャールズ2世とも親しくなった。